# Nina Catach
Pour les articles homonymes, voir Nina et Catach.
Nina Catach, née Léonie Nina Abignoly à Abbassia (Le Caire) le 25 juillet 1923 et morte à Paris 14e le 25 octobre 1997, est une linguiste et historienne de la langue, spécialiste de l'histoire de l'orthographe du français.

## Biographie
Docteur ès lettres en linguistique, Nina Catach a fondé au CNRS en 1962 un groupe de recherche sur l'histoire et la structure de l'orthographe (HESO), domaine auquel elle a consacré toute sa carrière. Elle a également fondé l’Association pour l'information et la recherche sur les orthographes et les systèmes d'écriture (AIROÉ).
Elle a publié notamment chez Nathan L'orthographe française (1980), Orthographe et lexicographie (1981), Les Listes orthographiques de base du français (1984), et chez Larousse un Dictionnaire historique de l'orthographe française (1994), fruit de trente années de recherche avec son équipe et ayant pour objet d'indiquer les variations de la graphie des mots depuis le XVIe siècle dans les dictionnaires et non chez les auteurs. Elle a fait paraître également chez Plon Les Délires de l'orthographe (1989), ainsi que deux volumes de la collection Que sais-je ? éditée par les PUF : L'Orthographe (1978) et La Ponctuation (1994).
Nina Catach a fait partie du comité d’experts qui a proposé et fait adopter en France le projet de rectifications orthographiques du français, souhaité par Michel Rocard. Publié en décembre 1990 au Journal officiel, il a été entériné par l'Académie française.
Nina Catach a toujours défendu une conception profondément humaniste de la langue, refusant que l'orthographe soit un sujet de discrimination et d'échec scolaire et souhaitant que la langue reste accessible à tous. L’ensemble de ses travaux est largement répandu dans toute la francophonie et reste une référence en matière d'enseignement du français.
Irène Rosier-Catach, linguiste et philosophe, et Laurent Catach, informaticien, linguiste et éditeur, qui a publié les éditions numériques des Dictionnaires Le Robert ainsi que du Dictionnaire de l'Académie française, sont deux des trois enfants de Nina Catach.

## Publications
- Variations sur l'orthographe et les systèmes d'écriture: mélanges en hommage à Nina Catach, articles réunis par Claude Gruaz et Renée Honvault, collection Lexica, no 8, Paris, Champion, 2001  (ISBN 2-7453-0574-3)  — Bibliographie complète des travaux de N. Catach aux p. 387-398
- L'orthographe française à l'époque de la Renaissance : auteurs, imprimeurs, ateliers d'imprimerie, collection « Publications romanes et françaises », no 101, Genève, Droz, 1968

Prix Saintour de l’Académie française en 1970
- L'orthographe, collection Que sais-je ?, no 685, Paris, PUF (1re éd. : 1978)
- L'orthographe française: traité théorique et pratique avec des travaux d'application et leurs corrigés, avec la collab. de Claude Gruaz et Daniel Duprez, collection Nathan Université, Paris, Nathan (1re éd. : 1980)
- Orthographe et lexicographie : les mots composés, avec la collab. de Jeanne Golfand et Roger Denux, collection Nathan Université, Paris, Nathan, 1981  (ISBN 2-09-190512-7)
- La phonétisation automatique du français : les ambiguïtés de la langue écrite, avec la collab. de V. Meissonnier et F. Jejcic, Paris, Éd. du Centre national de la recherche scientifique, 1984  (ISBN 2-222-03523-6)
- Les Listes orthographiques de base du français (LOB) : les mots les plus fréquents et leurs formes fléchies les plus fréquentes, avec la collab. de Fabrice Jejcic et l'équipe H.E.S.O., collection Nathan Recherche, Paris, Nathan, 1984 (ISBN 2-09-190505-1) édité erroné (BNF 34777112)
- Pour une théorie de la langue écrite : actes de la table ronde internationale C.N.R.S.-H.E.S.O., Paris, 23-24 octobre 1986, éd. par Nina Catach, Paris, Éd. du Centre national de la recherche scientifique, 1988  (ISBN 2-222-04220-8)
- Les délires de l’orthographe : en forme de dictionaire [sic], préf. de Philippe de Saint-Robert, Paris, Plon, 1989  (ISBN 2-259-02136-0)
- L'orthographe en débat : dossiers pour un changement : avec la liste complète des mots rectifiés, collection Fac Linguistique, Paris, Nathan, 1991  (ISBN 2-09-190762-6)
- La ponctuation : histoire et système, collection Que sais-je ?, no 2818, Paris, PUF (1re éd. : 1994)
- Dictionnaire historique de l'orthographe française, sous la dir. de Nina Catach, collection Trésors du français, Paris, Larousse, 1994  (ISBN 2-03-340330-0)

Prix d’Académie de l’Académie française en 1995
- Histoire de l'orthographe française, éd. posthume réalisée par Renée Honvault, avec la collab. de Irène Rosier-Catach, collection Lexica, no 9, Paris, Champion, 2001  (ISBN 978-2-7453-0575-6)
- VARLEX : variation lexicale et évolution graphique du français actuel (dictionnaires récents, 1989-1997), avec la collab. de J.-C. Rejejkow, Paris, Conseil international de la langue française, 2001  (ISBN 2-85319-282-2)